# Horní Ves
Horní Ves är en ort i Tjeckien.   Den ligger i regionen Vysočina, i den centrala delen av landet, 110 km sydost om huvudstaden Prag. Horní Ves ligger 596 meter över havet och antalet invånare är 345.
Terrängen runt Horní Ves är lite kuperad. Runt Horní Ves är det ganska glesbefolkat, med 32 invånare per kvadratkilometer. Närmaste större samhälle är Pelhřimov, 16,5 km norr om Horní Ves. Omgivningarna runt Horní Ves är en mosaik av jordbruksmark och naturlig växtlighet.